# Alonso de Egea
Alonso de Egea (Saragossa o Ejea de los Caballeros, ? - Sevilla, 9 de juny de 1417) fou un religiós aragonès, que serví a Castella, sent bisbe de Zamora (1383-1395), d'Àvila (1395-1403) i arquebisbe de Sevilla (1403-1417) i patriarca de Constantinoble (1408-1417). És esmentat com Alfonso de Córdoba per alguns autors, per tant, considerant-lo pertanyent al llinatge nobiliari dels Fernández de Córdoba.
Nascut a Saragossa o Ejea de los Caballeros, segons el cronista Gil González Dávila no hi ha notícies dels seus pares o la seva educació, mentre que segons Francisco Ruano, un bisbe avilès cap a 1397, coincident amb Egea, fou membre dels Fernández de Córdoba, i nebot del bisbe Alfonso de Córdoba.
Fou oïdor de la Reial Audiència el 1390. Durant el Cisma d'Occident, fou partidari i servidor del papa d'Avinyó, Benet XIII, de fet, fou la seva mà dreta durant tota la seva vida i el qual li atorgà el bisbat de Zamora i el títol de patriarca llatí de Constantinoble. En fou el seu nunci a Castella el 1397. El 1403, Enric III de Castella havia tornat a l'obediència d'Avinyó, i acceptà la proposta del papa per nomenar a Egea per a la seu metropolitana de Sevilla. El prelat fou ben rebut a Sevilla, perquè havia tingut una gran preparació i experiència, al costat de Benet XIII. Si bé hi va haver un retard en la presa de possessió, que es va atribuir antigament a un possible rebuig per part del capítol catedralici, aquesta raó ha estat descartada. Fou administrador apostòlic de Sevilla fins a la seva mort el 1417, el 1410 va convocar un sínode provincial que va deixar un bon record a l'arxidiòcesi, però el 1416 Castella va sostraure de nou l'obediència a Benet XIII, cosa que va suposar una confrontació amb els seguidors de l'antipapa, entre ells Egea, i els monarques van decidir utilitzar altres eclesiàstics afins a ells per als concilis.
A més, Egea va desenvolupar molta activitat diplomàtica entre 1405 i 1410, fou ambaixador castellà pel Cisma: el 1405 assistí al concili de Perpinyà per tractar la unió de l'Església, el 1406, amb l'arquebisbe de Toledo i altres prelats, va contradir l'edicte del rei Enric perquè Benet XIII no fos obeït ni tingut en compte a Castella. El febrer de 1410 era a Barcelona per raons diplomàtiques, allà va expressar el seu desig de tornar a Sevilla a passar els seus últims dies, abans, però, va participar en la presa d'Antequera realitzada per l'infant Ferran, futur rei d'Aragó. El maig de 1414 va deixar la diplomàcia per motius de salut.
Mort el 9 de juny de 1417, va ser enterrat a la catedral de Sevilla, a la capella de San Laureano, fundada per ell gràcies a una butlla de Benet XIII donada a Peníscola el novembre de 1411.